# 萨尔茨堡市政厅

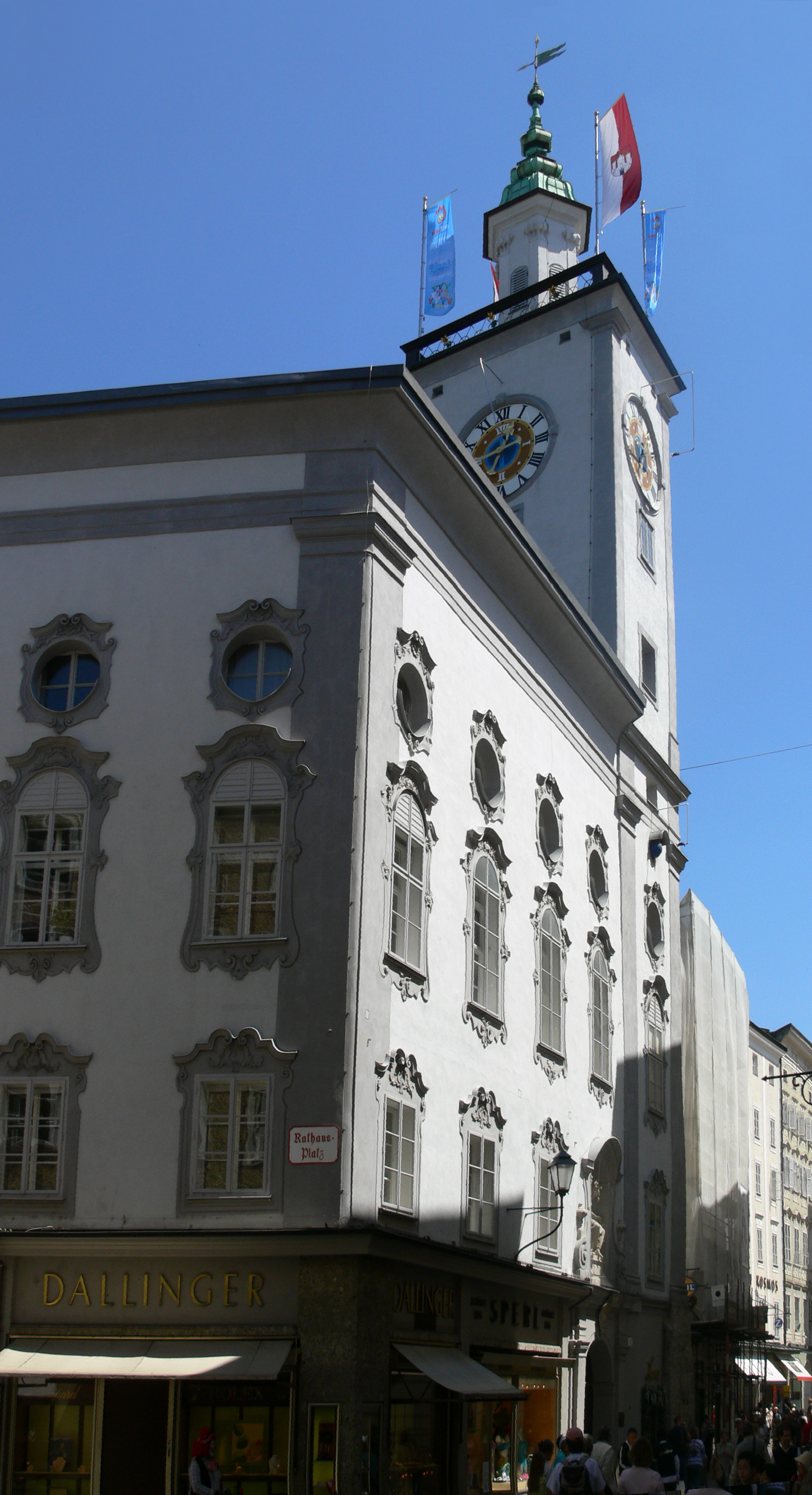
市政厅

萨尔茨堡市政厅（Rathaus Salzburg）位于奥地利萨尔茨堡的市政厅广场（Rathausplatz），是一座四层建筑，洛可可式立面，顶部设有景观小塔。它建于14世纪，为贵族Keuzl府邸（Keutzlturm），1407年被市政厅收购，1616年至1618年由Markus Sittikus总主教完全重建。洛可可式的立面建于1772年，六边形钟楼包含14世纪和1519年的古钟。
今天的市政厅用于各种用途。底楼辟为商铺，其他楼层主要由市政部门使用，辟为画廊和展览空间。市议会定期在二楼开会。